# 布德 (多姆山省)
布德（法語：Boudes，法語發音：[bud]）是法国多姆山省的一个市镇，属于伊苏瓦尔区。

## 地理
布德（45°27'34"N, 3°11'4"E）面积7.92 平方千米，位于法国奥弗涅-罗讷-阿尔卑斯大区多姆山省，该省份为法国中南部省份，北起阿列省接壤，东临卢瓦尔省，南至上盧瓦爾省和康塔爾省，西接科雷兹省和克勒兹省。
与布德接壤的市镇（或旧市镇、城区）包括：沙吕、科朗日、马德里亚、圣埃朗、维勒讷沃。

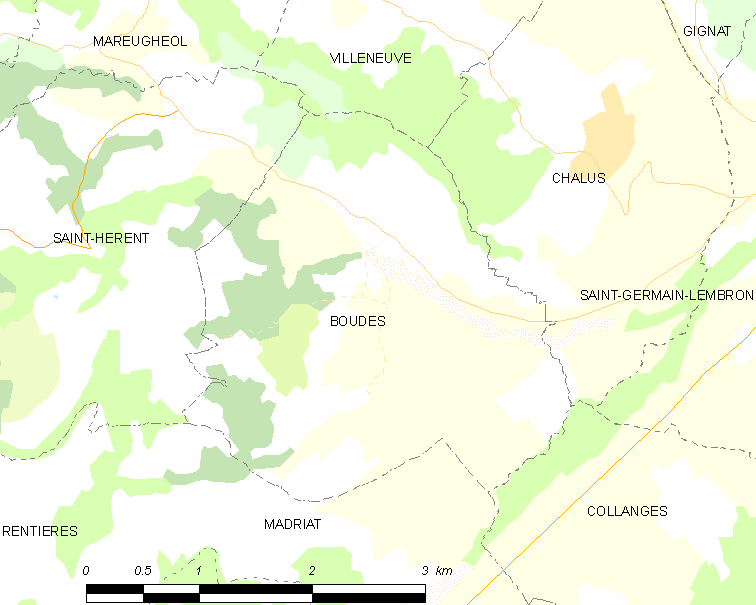
的OSM定位图

布德的时区为UTC+01:00、UTC+02:00（夏令时）。

## 行政
布德的邮政编码为63340，INSEE市镇编码为63046。

## 政治
布德所属的省级选区为布拉萨克莱米讷县。

## 人口

1962-2008年间人口变化图示

布德于2022年1月1日时的人口数量为262人。